# 韓雪野

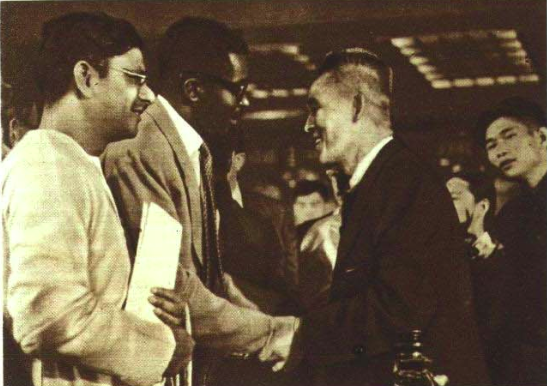

韓雪野（ハン・ソリャ、1900年8月3日 - 1976年?）は朝鮮の小説家、政治家。本貫は清州。本名は韓秉道、筆名は万年雪、韓炯宗、金徳恵、尹英順、H생。李箕永と並ぶ北朝鮮の代表的小説家であるが、1962年に粛清された後、消息が不明である。

## 略歴
1900年8月3日、咸鏡南道咸州郡州西面に生まれる。2男2女の次男。韓の家は比較的豊かで幼少の頃は物静かな母の影響を受けながら育つ。咸興普通学校を経て1915年、上京し京城第一高等普通学校（現・京畿高等学校）に入学。その後、再び咸興に戻り、1919年、咸興高等普通学校を卒業した。高校を卒業後は咸興法学専門学校に進学するが学校内の事件に連座して退学し、暫く北京で就学する。1921年、渡日し、日本大学の社会学科に入学した。しかし、1923年に起きた関東大震災の影響でやむなく勉学を中断し帰国する。
執筆活動を始めたのは1925年からである。『朝鮮文壇』に投稿した「그날 밤 (クナルパム、その日の夜)」「憧憬」「주림 (飢え)」等が李光洙の賞賛を受けた。1927年に朝鮮プロレタリア芸術家同盟に参加し、同年に中央委員に選出されて中心的な活動を担った。一方で『朝鮮日報』の編集記者を務めてもいる。1934年8月、朝鮮総督府により第2次カップ一斉検挙が行われる。これにより韓も逮捕され1935年12月まで投獄された。執行猶予により釈放されると、咸興に帰郷し、印刷所や劇場等を経営しながら、執筆活動を継続、『黄昏』を完成させる。
1945年8月、朝鮮が解放を迎えると韓は李箕永、宋影等と共に朝鮮プロレタリア文学同盟を組織する。この団体は同時期に林和、金南天等が組織した朝鮮文学建設本部と対立したが、やがて朝鮮文学家同盟として合同し、韓を含めた左翼作家は越北する。1946年、朝鮮労働党の支持により各団体が北朝鮮文学芸術総同盟にまとめられると韓はその中で主導的な役割を担い、委員長も務めている。その他に、労働党中央委員会委員教育文化相、最高人民会議代議員、朝鮮作家同盟中央委員会委員長等を務める。しかし、1962年頃に復古主義者として粛清され、それ以後、公の場に姿を現すことなく死亡した。死亡年については不明であるが、1976年に故郷、咸興で死亡したとの説もある。
死後、北朝鮮当局は韓の文学的功績を認め名誉を回復させた。その遺骸は愛国烈士陵に埋められている。

## 年譜
- 1900年8月3日、咸鏡南道咸州郡に生まれる。
- 1915年、京城第一高等普通学校に入学。
- 1919年、咸興高等普通学校を卒業。
- 1921年、日本大学社会学科に入学。
- 1927年、KAPFに参加する。
- 1928年、『朝鮮日報』咸興支局を経営する。
- 1932年、『朝鮮之光』社に入社する。
- 1934年、第2次カップ一斉検挙により2年間投獄される。

## 代表作品
小説
- 1925年、그 날 밤 (その日の夜)
- 1929年、과도기 (過渡期)
- 1936年、황혼 (夕暮れ)
- 1939年、이녕 (泥沼)
- 1940年、탑
- 1954年、역사 (歴史)
- 1955年、대동강 (大同江)
- 1956年、설봉산

評論
- 1927年、계급대립과 계급문학 (階級対立と階級文学)
- 1928年、문예운동의 실천적 근거 (文芸運動の実践的根拠)
- 1929年、조선문단운동의 당면과제 (朝鮮文壇運動の当面課題)
- 1931年、사실주의 비판 (写実主義批判)
- 1955年、발전 도상에 오른 전후의 조선문학 (発展途上に上がった戦後の朝鮮文学)

## 日本語訳
- 李殷直訳『黄昏』朝鮮文化社、1960年
- 村上知行訳『歴史』くろしお出版、1960年
- 長璋吉訳「泥濘」『朝鮮短篇小説選』岩波書店、1984年
- 劉光石訳「過渡期」『20世紀民衆の世界文学 7』三友社出版、1990年